# Fuchsinezuur
Fuchsinezuur is een reukloze, groene vaste stof die ontleedt boven 130°C. De pH van een oplossing van 10 g/L in water bij 20°C bedraagt 3 à 4.
Het is een trifenylmethaankleurstof uit de fuchsinegroep met drie sulfongroepen. Het Colour Index nummer is 42685. Het wordt gebruikt in histologische kleuringen van weefselmonsters voor microscopisch onderzoek. Het is een onderdeel van Masson's trichroomkleuring, een complexe kleuring met drie oplossingen voor het kleuren van collageen en spieren. De eerste oplossing bevat fuchsinezuur of een vergelijkbare rode kleurstof, die de spieren kleurt.
Een waterige oplossing van 5 g/L fuchsinezuur en natriumhydroxide (1 normaal) staat bekend als Andrade's indicator. Het is een pH-indicator die in het gebied tussen pH 5 en 8 verandert van roze (lage pH, zuur gebied) naar geel (hoge pH, basisch gebied). Andrade's indicator wordt gebruikt in de levensmiddelenhygiëne en in urinaire bacteriologie bij het determineren van micro-organismen zoals enterobacteriën. Wanneer een zogenaamd Andrade's medium (een voedingsbodem waaraan een specifiek koolhydraat plus Andrade's indicator is toegevoegd) wordt geïnoculeerd met een cultuur van bacteriën die dit koolhydraat kunnen metaboliseren, zal de pH dalen door het geproduceerde zuur, wat met een verkleuring van geel naar roze-rood gepaard gaat.
Een veelgebruikte voedingsbodem is CLED-agar. CLED staat voor Cystine Lactose Electrolyte Deficient. CLED-agar bevat meestal de kleurstof broomthymolblauw, maar in de Bevis-modificatie is dit Andrade's indicator. CLED-agar bevat lactose en rond micro-organismen die lactose vergisten - in het bijzonder Escherichia coli - ontstaat dan een rode kleur (geel bij broomthymolblauw).